# Équipe cycliste Madison Genesis
L'équipe cycliste Madison Genesis est une équipe cycliste britannique, active entre 2013 et 2019. Durant son existence, elle court avec une licence d'équipe continentale et sert de tremplin pour des coureurs tels que Andrew Tennant, Tom Scully, Ian Bibby, Martyn Irvine, Connor Swift et Jonathan Dibben.

## Histoire de l'équipe
L'équipe est sponsorisée par Madison et les vélos Genesis. Elle s'arrête à l'issue de la saison 2019.

## Principales victoires

### Courses d'un jour
- Velothon Wales : Thomas Stewart (2016)

### Championnats nationaux
Cyclisme sur route
- Championnats de Grande-Bretagne : 2
  - Course en ligne : 2018 (Connor Swift)
  - Contre-la-montre espoirs : 2014 (Scott Davies)
- Championnats d'Irlande : 1
  - Critérium : 2014 (Peter Hawkins)

Cyclisme sur piste
- Championnats d'Europe : 3
  - Poursuite individuelle : 2014 (Andrew Tennant)
  - Poursuite par équipes : 2013 et 2014 (Andrew Tennant)

## Classements UCI
L'équipe participe aux circuits continentaux et principalement à des épreuves de l'UCI Europe Tour. Les tableaux ci-dessous présentent les classements de l'équipe sur les différents circuits, ainsi que son meilleur coureur au classement individuel.

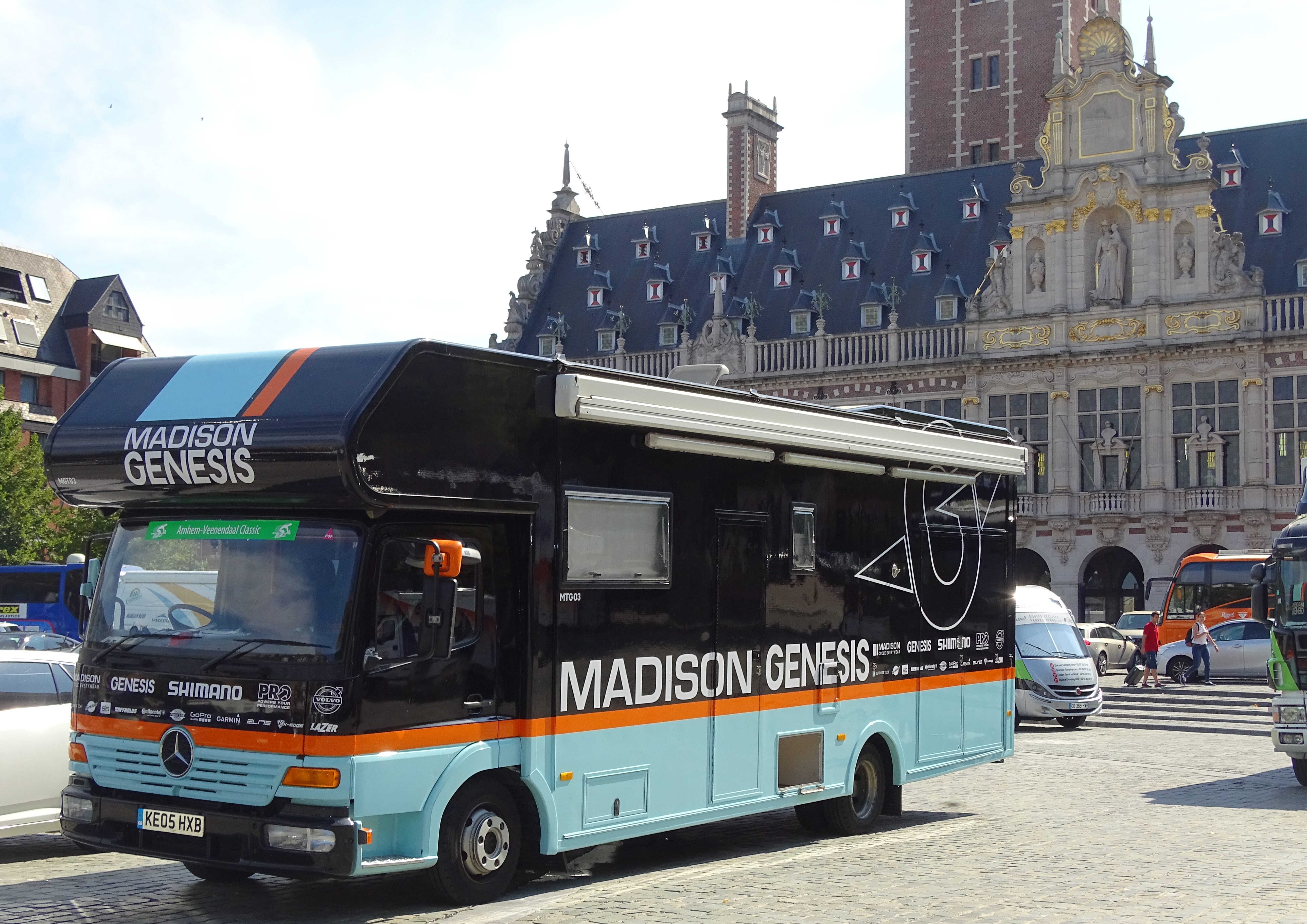
Véhicule de l'équipe en 2015

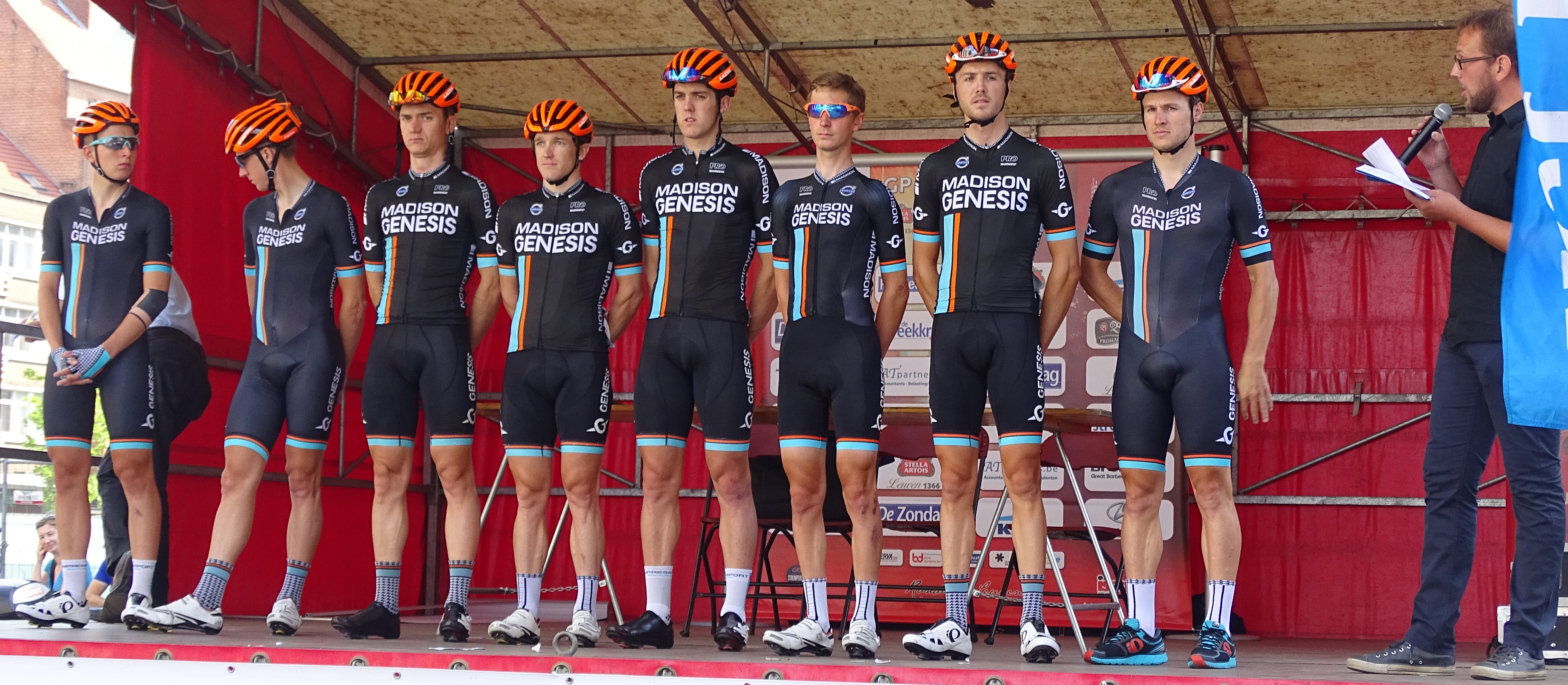
L'équipe au Grand Prix Jef Scherens 2015

UCI Asia Tour
| Saison | Classement par équipes | Meilleur coureur au classement individuel |
| ------ | ---------------------- | ----------------------------------------- |
| 2013   | 61e                    | Liam Holohan (207e)                       |

UCI Europe Tour
| Saison | Classement par équipes | Meilleur coureur au classement individuel |
| ------ | ---------------------- | ----------------------------------------- |
| 2013   | 105e                   | Ian Bibby (393e)                          |
| 2014   | 66e                    | Thomas Stewart (344e)                     |
| 2015   | 78e                    | Thomas Stewart (408e)                     |
| 2016   | 58e                    | Thomas Stewart (191e)                     |
| 2017   | 98e                    | Matthew Holmes (673e)                     |
| 2018   | 81e                    | Connor Swift (205e)                       |
| 2019   | 94e                    | Matthew Holmes (556e)                     |

UCI Oceania Tour
| Saison | Classement par équipes | Meilleur coureur au classement individuel |
| ------ | ---------------------- | ----------------------------------------- |
| 2014   | 7e                     | Thomas Scully (16e)                       |
| 2016   | 9e                     | Taylor Gunman (52e)                       |

## Madison Genesis en 2019[9]

### Effectif
| Cycliste        | Date de naissance  | Nationalité | Équipe 2018     |  |
| --------------- | ------------------ | ----------- | --------------- |  |
| Ian Bibby       | 20 décembre 1986   | Royaume-Uni | JLT-Condor      |  |
| Michael Cuming  | 18 décembre 1990   | Royaume-Uni | Madison Genesis |  |
| Jonathan Dibben | 12 février 1994    | Royaume-Uni | Team Sky        |  |
| Richard Handley | 1er septembre 1990 | Royaume-Uni | Madison Genesis |  |
| Matthew Holmes  | 8 décembre 1993    | Royaume-Uni | Madison Genesis |  |
| Tobyn Horton    | 7 octobre 1986     | Royaume-Uni | Madison Genesis |  |
| Jonathan McEvoy | 2 août 1989        | Royaume-Uni | Madison Genesis |  |
| Joseph Laverick | 6 décembre 2000    | Royaume-Uni |                 |  |
| Thomas Moses    | 3 mai 1992         | Royaume-Uni | JLT-Condor      |  |
| Jonathan Mould  | 4 avril 1991       | Royaume-Uni | JLT-Condor      |  |
| George Pym      | 30 mai 1994        | Royaume-Uni | Madison Genesis |  |
| Erick Rowsell   | 29 juillet 1990    | Royaume-Uni | Madison Genesis |  |
| Connor Swift    | 30 octobre 1995    | Royaume-Uni | Madison Genesis |  |
| Joey Walker     | 15 septembre 1997  | Royaume-Uni | Wiggins         |  |

### Victoires
Aucune victoire UCI

## Saisons précédentes
- Madison Genesis en 2015
- Madison Genesis en 2016